# Дэтграйнд
Дэтгра́йнд (англ. deathgrind) — музыкальный жанр, сочетающий в себе качества дэт-метала и грайндкора. Однако таким же сочетанием определяются жанры гор-грайнд и порно-грайнд. Журнал Zero Tolerance Magazine описал дэтграйнд как «грайндкор и брутал-дэт, сталкивающиеся лоб в лоб». Дэн Лилкер описал дэтграйнд как «объединение техничности дэт-метала с интенсивностью грайндкора». В дэтграйнде часто применяется два вида вокала, как гуттурал из дэт-метала, так и скриминг из грайндкора. Композиции в стиле дэтграйнд несколько короче по длительности чем в дэт-метале, но длинней чем в грайндкоре. В сравнении с грайндкором, дэтграйнд кажется менее хаотичным, за счёт снижения средней скорости, а также в дэтграйнде возможно наличие соло-гитары.

## История
Самые ранние записи в жанре принадлежат американцам Assück, Macabre и британцам Bolt Thrower. Несмотря на наличие целого ряда дэтграйнд-релизов в конце 1980-х, как, например, World Downfall (1989) группы Terrorizer, Purity Dilution (1989) группы Defecation, Horrified (1989) группы Repulsion, происхождение жанра связывают с появлением британской группы Carcass. Дебютный альбом Reek of Putrefaction (1988) представляет собой грайндкор, а на втором альбоме Symphonies of Sickness (1989) группа сместилась в сторону дэт-метала. Другая британская группа Napalm Death также перешла от грайндкора к дэтграйнду в альбоме Utopia Banished (1992), однако перед этим был издан дэт-метал-альбом Harmony Corruption (1990). Впоследствии Napalm Death вновь вернулись к дэт-металу, вплоть до альбома Enemy of the Music Business (2000) и всех последующих, которые уже можно отнести к дэтграйнду.

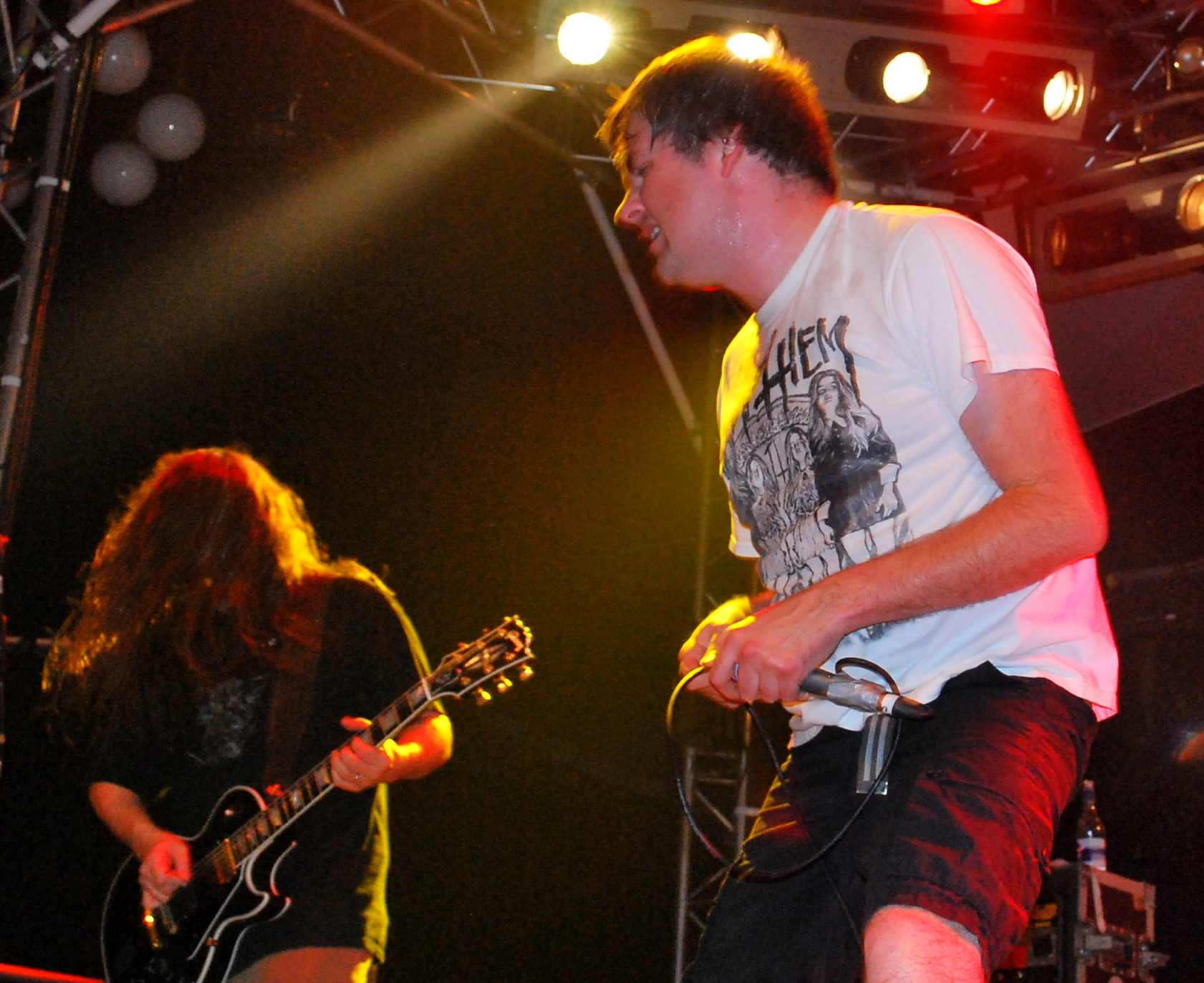
Митч Харрис и Марк «Барни» Гринуэй из группы Napalm Death (Hammerfest, Уэльс, 2010 год). Одни из основателей как грайндкора, так и дэтграйнда.

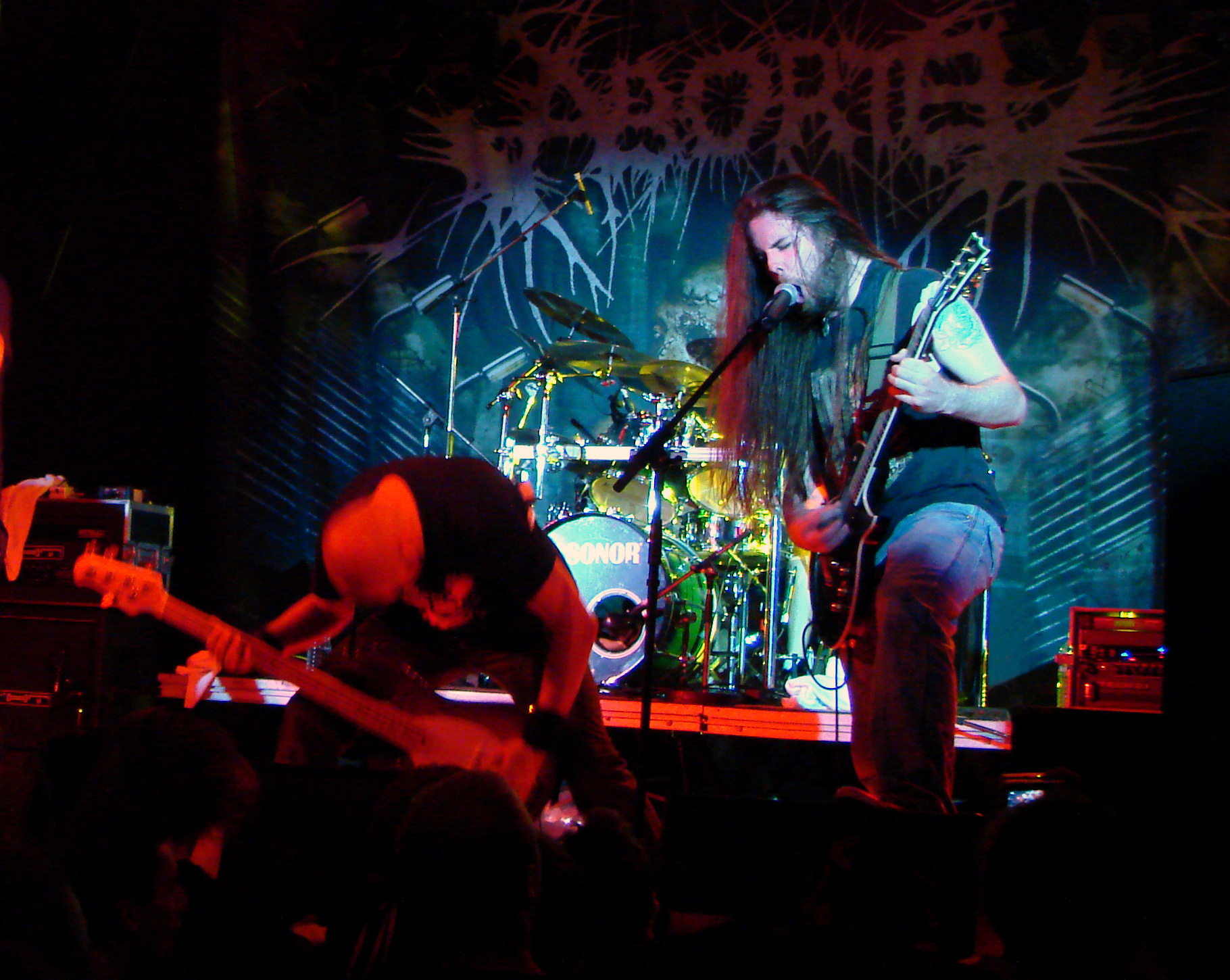
Aborted (Франция, 2007 год). Allmusic заявляет, что группа сделала «ключевой вклад в дэтграйнд» и описывает их стиль как «безудержную грайндкоровую свирепость и тщательно выстроенный тех-дэт».

В 1993 году вышел дебютный альбом Matando Gueros группы Brujeria, который по словам Metal Hammer на короткое время был замечен на сценах дэт-метала и грайндкора. Маски с группы Brujeria (как настоящие, так и метафорические) уже давно сняты, и большинство людей хорошо знают, что Шейн Эмбери из Napalm Death и Джефф Уокер из Carcass входят в число причастных к этому проекту. Есть также более поздняя дэтграйнд-супергруппа Asphalt Graves, состоящая из участников GWAR, The Black Dahlia Murder и Misery Index.
Журнал Kerrang! внёс альбом Hacked Up for Barbecue (1996) группы Mortician в список ключевых релизов грайндкора, в то же время отметив, что группа построила свою карьеру на переосмыслении фильмов ужасов и гибридном звучании грайндкора и брутал-дэт-метала.
В конце 90-х-начале 00-х появились новые представители дэтграйнда, как, например, Pig Destroyer, Circle of Dead Children, Misery Index, Exhumed, Gorerotted и Cattle Decapitation. Современный дэтграйнд стал более техничным, он часто пересекается с тех-дэтом, к примеру, группы Aborted, Cephalic Carnage, Brain Drill и !T.O.O.H.! исполняют в обоих жанрах.
Журнал New Noise Magazine заявляет, что дебютный альбом Interstice дэтграйнд-группы Knoll попал в списки лучших альбомов 2021 года.